# Nadiya Dusanova
Nadiya Yusupovna Dusanova (ur. 17 listopada 1987 w Taszkencie) – uzbecka lekkoatletka specjalizująca się w skoku wzwyż.

## Życiorys
Międzynarodową karierę rozpoczynała w 2006 roku od startu w halowym czempionacie Azji. W tym samym sezonie zajęła trzecie miejsce w mistrzostwach Azji juniorów oraz jedenastą lokatę podczas mistrzostw świata juniorów. Nie wywalczyła awansu do finału podczas igrzysk olimpijskich w Pekinie (2008) oraz mistrzostw świata w Berlinie (2009). Jesienią 2009 roku odniosła dwa sukcesy zdobywając złoty medal halowych igrzysk azjatyckich oraz zostając wicemistrzynią Azji. Siódma zawodniczka halowych mistrzostw globu (Doha 2010) zajęła także trzecią lokatę podczas pucharu interkontynentalnego (Split 2010). Srebrna medalistka igrzysk azjatyckich (2010). W 2013 zdobyła złoto mistrzostw Azji w Pune. Brązowa medalistka igrzysk azjatyckich w Incheon (2014). W 2016 sięgnęła po srebro halowych mistrzostw Azji, natomiast rok później została mistrzynią kontynentu na otwartym stadionie.
Zdobywczyni medali mistrzostw Uzbekistanu – także w kategorii juniorów, była rekordzistka kraju. Rekordy życiowe: stadion – 1,95 (23 maja 2009, Suzhou); hala – 1,96 (20 lutego 2009, Taszkent).

## Osiągnięcia
| Rok  | Impreza                             | Miejsce        | Lokata            | Wynik |
| ---- | ----------------------------------- | -------------- | ----------------- | ----- |
| 2006 | Halowe mistrzostwa Azji             | Pattaya        | 5. miejsce        | 1,78  |
| 2006 | Mistrzostwa Azji juniorów           | Makau          | 3. miejsce        | 1,84  |
| 2006 | Mistrzostwa świata juniorów         | Pekin          | 11. miejsce       | 1,80  |
| 2007 | Mistrzostwa Azji                    | Amman          | 6. miejsce        | 1,88  |
| 2008 | Igrzyska olimpijskie                | Pekin          | el. – 26. miejsce | 1,85  |
| 2009 | Mistrzostwa świata                  | Berlin         | el. – 24. miejsce | 1,89  |
| 2009 | Halowe igrzyska azjatyckie          | Hanoi          | 1. miejsce        | 1,93  |
| 2009 | Mistrzostwa Azji                    | Kanton         | 2. miejsce        | 1,90  |
| 2010 | Halowe mistrzostwa świata           | Doha           | 7. miejsce        | 1,91  |
| 2010 | Puchar interkontynentalny           | Split          | 3. miejsce        | 1,88  |
| 2010 | Igrzyska azjatyckie                 | Kanton         | 2. miejsce        | 1,93  |
| 2012 | Igrzyska olimpijskie                | Londyn         | el. – 20. miejsce | 1,85  |
| 2013 | Mistrzostwa Azji                    | Pune           | 1. miejsce        | 1,90  |
| 2013 | Mistrzostwa świata                  | Moskwa         | el. – 14. miejsce | 1,88  |
| 2014 | Halowe mistrzostwa świata           | Sopot          | el. – 17. miejsce | 1,84  |
| 2014 | Igrzyska azjatyckie                 | Incheon        | 3. miejsce        | 1,89  |
| 2016 | Halowe mistrzostwa Azji             | Doha           | 2. miejsce        | 1,88  |
| 2016 | Igrzyska olimpijskie                | Rio de Janeiro | el. – 20. miejsce | 1,92  |
| 2017 | Igrzyska solidarności islamskiej    | Baku           | 1. miejsce        | 1,80  |
| 2017 | Mistrzostwa Azji                    | Bhubaneswar    | 1. miejsce        | 1,84  |
| 2017 | Mistrzostwa świata                  | Londyn         | el. – 21. miejsce | 1,85  |
| 2018 | Halowe mistrzostwa Azji             | Teheran        | 1. miejsce        | 1,87  |
| 2018 | Igrzyska azjatyckie                 | Dżakarta       | 2. miejsce        | 1,94  |
| 2019 | Mistrzostwa Azji                    | Doha           | 1. miejsce        | 1,90  |
| 2019 | Mistrzostwa świata                  | Doha           | el. – 26. miejsce | 1,80  |
| 2019 | Światowe wojskowe igrzyska sportowe | Wuhan          | 5. miejsce        | 1,75  |